# Campionato europeo maschile under 20 di pallavolo 1996
Il campionato europeo juniores di pallavolo maschile 1996 si è svolto dal 28 agosto al 5 settembre 1996 a Natanya, in Israele. Al torneo hanno partecipato 12 squadre nazionali europee e la vittoria finale è andata per la prima volta alla Polonia.

## Qualificazioni
Hanno partecipato al campionato europeo juniores la nazionale del paese ospitante, le prime tre squadre classificate al campionato europeo juniores 1994 e otto squadre provenienti dai gironi di qualificazioni.

## Regolamento
Le dodici sono state divise in due gironi: al termine della prima fase, le prime due classificate di ogni girone hanno acceduto alle semifinali per il primo posto, la terza e la quarta classificata di ogni girone hanno acceduto alle semifinali per il quinto posto, mentre le ultime classificate di ogni girone hanno acceduto alle semifinali per il nono posto.

## Gironi
| Girone A                                            | Girone B                                             |
| --------------------------------------------------- | ---------------------------------------------------- |
| Bielorussia Finlandia Francia Grecia Italia Polonia | Belgio Israele Jugoslavia Paesi Bassi Russia Ucraina |

## Fase finale

### Finali 1º e 3º posto
|  | Semifinali  | Semifinali  | Semifinali |        |         | Finale 1º/2º posto | Finale 1º/2º posto | Finale 1º/2º posto |  |
|  |             |             |            |        |         |                    |                    |                    |  |
|  | Polonia     | Polonia     | 3          |        |         |                    |                    |                    |  |
|  | Polonia     | Polonia     | 3          |        |         |                    |                    |                    |  |
|  | Paesi Bassi | Paesi Bassi | 0          |        |         |                    |                    |                    |  |
|  | Paesi Bassi | Paesi Bassi | 0          |        | Polonia | Polonia            | 3                  |                    |  |
|  |             |             |            |        | Polonia | Polonia            | 3                  |                    |  |
|  |             |             | Italia     | Italia | 1       |                    |                    |                    |  |
|  | Russia      | Russia      | Italia     | Italia | 1       | 1                  |                    |                    |  |
|  | Russia      | Russia      |            |        |         | 1                  |                    |                    |  |
|  | Italia      | Italia      | 3          |        |         | Finale 3º/4º posto | Finale 3º/4º posto | Finale 3º/4º posto |  |
|  | Italia      | Italia      | 3          |        |         |                    |                    |                    |  |
|  |             |             |            |        |         |                    |                    |                    |  |
|  |             |             |            |        |         | Paesi Bassi        | Paesi Bassi        | 0                  |  |
|  |             |             |            |        |         | Paesi Bassi        | Paesi Bassi        | 0                  |  |
|  |             |             |            |        |         | Russia             | Russia             | 3                  |  |

### Finali 5º e 7º posto
|  | Semifinali | Semifinali | Semifinali |        |            | Finale 5º/6º posto | Finale 5º/6º posto | Finale 5º/6º posto |  |
|  |            |            |            |        |            |                    |                    |                    |  |
|  | Jugoslavia | Jugoslavia | 3          |        |            |                    |                    |                    |  |
|  | Jugoslavia | Jugoslavia | 3          |        |            |                    |                    |                    |  |
|  | Francia    | Francia    | 1          |        |            |                    |                    |                    |  |
|  | Francia    | Francia    | 1          |        | Jugoslavia | Jugoslavia         | 0                  |                    |  |
|  |            |            |            |        | Jugoslavia | Jugoslavia         | 0                  |                    |  |
|  |            |            | Grecia     | Grecia | 3          |                    |                    |                    |  |
|  | Grecia     | Grecia     | Grecia     | Grecia | 3          | 3                  |                    |                    |  |
|  | Grecia     | Grecia     |            |        |            | 3                  |                    |                    |  |
|  | Belgio     | Belgio     | 1          |        |            | Finale 7º/8º posto | Finale 7º/8º posto | Finale 7º/8º posto |  |
|  | Belgio     | Belgio     | 1          |        |            |                    |                    |                    |  |
|  |            |            |            |        |            |                    |                    |                    |  |
|  |            |            |            |        |            | Francia            | Francia            | 3                  |  |
|  |            |            |            |        |            | Francia            | Francia            | 3                  |  |
|  |            |            |            |        |            | Belgio             | Belgio             | 0                  |  |

### Finali 9º e 11º posto
|  | Semifinali  | Semifinali  | Semifinali  |             |           | Finale 9º/10º posto  | Finale 9º/10º posto  | Finale 9º/10º posto  |  |
|  |             |             |             |             |           |                      |                      |                      |  |
|  | Finlandia   | Finlandia   | 3           |             |           |                      |                      |                      |  |
|  | Finlandia   | Finlandia   | 3           |             |           |                      |                      |                      |  |
|  | Israele     | Israele     | 0           |             |           |                      |                      |                      |  |
|  | Israele     | Israele     | 0           |             | Finlandia | Finlandia            | 2                    |                      |  |
|  |             |             |             |             | Finlandia | Finlandia            | 2                    |                      |  |
|  |             |             | Bielorussia | Bielorussia | 3         |                      |                      |                      |  |
|  | Ucraina     | Ucraina     | Bielorussia | Bielorussia | 3         | 0                    |                      |                      |  |
|  | Ucraina     | Ucraina     |             |             |           | 0                    |                      |                      |  |
|  | Bielorussia | Bielorussia | 3           |             |           | Finale 11º/12º posto | Finale 11º/12º posto | Finale 11º/12º posto |  |
|  | Bielorussia | Bielorussia | 3           |             |           |                      |                      |                      |  |
|  |             |             |             |             |           |                      |                      |                      |  |
|  |             |             |             |             |           | Israele              | Israele              | 1                    |  |
|  |             |             |             |             |           | Israele              | Israele              | 1                    |  |
|  |             |             |             |             |           | Ucraina              | Ucraina              | 3                    |  |

## Classifica finale
| Classifica | Squadre     | Qualificazione                   |
| ---------- | ----------- | -------------------------------- |
|            | Polonia     | Campionato europeo juniores 1998 |
|            | Italia      | Campionato europeo juniores 1998 |
|            | Russia      | Campionato europeo juniores 1998 |
| 4          | Paesi Bassi |                                  |
| 5          | Grecia      |                                  |
| 6          | Jugoslavia  |                                  |
| 7          | Francia     |                                  |
| 8          | Belgio      |                                  |
| 9          | Bielorussia |                                  |
| 10         | Finlandia   |                                  |
| 11         | Ucraina     |                                  |
| 12         | Israele     |                                  |